# NGC 3366
NGC 3366 este o galaxie spirală situată în constelația Velele. A fost descoperită în 15 martie 1836 de către John Herschel. Se află la o distanță de 41 de megaparseci de Pământ.